# Капитан Соври-голова (фильм)
«Капита́н Соври́-голова́» — советский детский двухсерийный телефильм по мотивам повестей Валерия Медведева «Непохожие близнецы» и «Капитан Соври-голова».

## Сюжет
Летом на дачу отправляются отдыхать братья-близнецы Саша и Лёша Завитайкины. Несмотря на внешнюю схожесть, у них совершенно разные характеры: Саша — послушный интеллектуал, а его брат — врун, болтун, шкода, настоящий «Капитан Соври-голова» или, как его называют сокращённо, Капитан Сого.
Благодаря своему открытому и общительному характеру Лёша обзаводится многочисленными друзьями, которых постоянно втягивает в свои авантюры, но также у него появляются и недруги, «подавляющие личность». Вскоре к братьям приходит и первая любовь в лице рыжей девочки Тошки-Травки, ради которой Лёша даже совершает собственное «похищение».
В конце концов Тошка остаётся с серьёзным Сашей.

## В ролях
- Дмитрий Замулин — Лёша и Саша Завитайкины
- Борис Галкин — папа Завитайкиных
- Ольга Гобзева — мама Завитайкиных
- Николай Лукьянов — папа Лютатовского
- Анатолий Равикович — дед Лютатовского
- Дмитрий Иосифов — Степан Комаров
- Олег Корчиков — Николай Иванович, дядя Лёши и Саши Завитайкиных
- Евгений Цейтлин — Женя Лютатовский, «парикмахер-брадобрей»
- Юлия Мазанкина — Тошка-Травка
- Владимир Журавлёв — «сэр Мешкофф»
- Сергей Захорошко — Сутулов
- Андрей Вертель — Молчунов
- Андрей Иосифов — Дерябин, пианист
- Андрей Рубин — Кешка, боксёр
- Данила Зайцев — Гешка, боксёр
- Валера Канищев — пионер (нет в титрах)
- Александр Беспалый — эпизод (нет в титрах)